# Catedral de la Asunción de la Virgen (Taskent)
La Catedral de la Asunción de la Virgen (en ruso: Успенский кафедральный собор) o bien Catedral de la Dormición (un término más o menos equivalente), es la catedral ortodoxa rusa de la diócesis de Tashkent en Uzbekistán desde 1945. La catedral fue construida en 1871 y ampliada en la década de 1990; la campana de la torre fue reconstruida en el 2010.

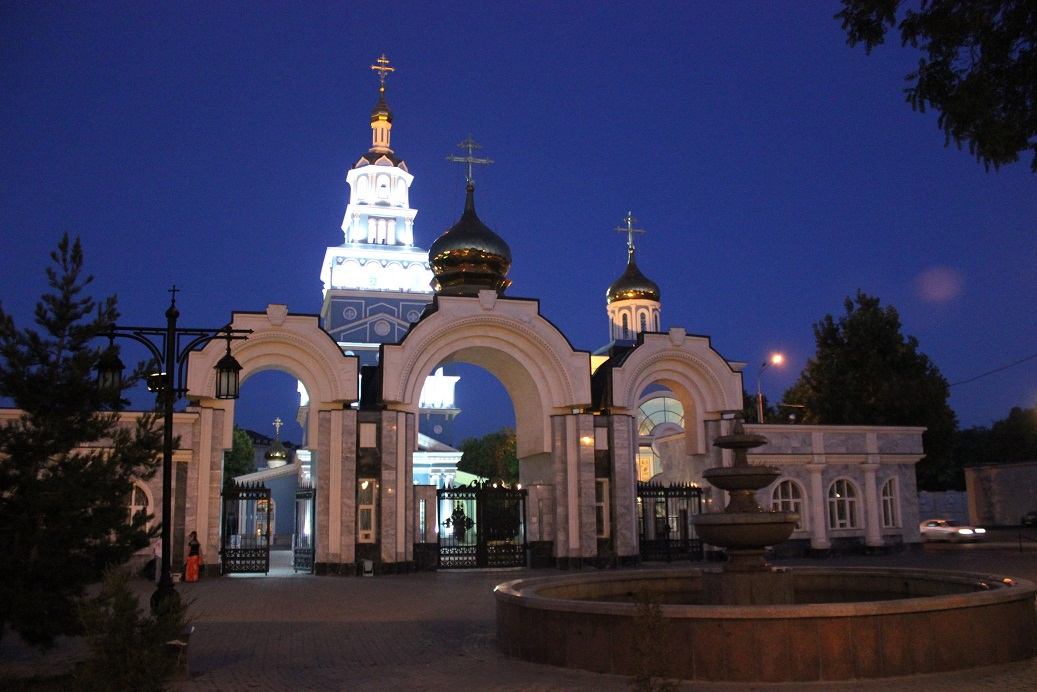
Vista nocturna

El edificio actual fue construido en 1871 bajo el patrocinio de San Pantaleón y se reemplazó un antiguo cementerio de la iglesia al servicio del Hospital Militar de Tashkent. Como la mayoría de las parroquias en Asia Central, la iglesia fue asignada en 1922 al movimiento del renovacionismo, que estaba promovido por los bolcheviques. Fue cerrado al culto en 1933 y en 1945 se transformó en un depósito militar.
La iglesia fue reabierta y restaurada para el culto en diciembre de 1945 Se dedicó entonces a Dormición, y se convirtió en la sede del obispo de Tashkent.
El campanario fue reconstruido en la década de 1990, junto a la cúpula principal. El interior fue redecorado con más pompa, especialmente para la visita el 10 de noviembre de 1996, del Patriarca Alexis II. La catedral fue remodelada y un nuevo campanario construido en la primavera de 2010.